# Federazione di hockey su ghiaccio dell'Australia
La Federazione australiana di hockey su ghiaccio (eng. Ice Hockey Australia, IHA) è un'organizzazione fondata nel 1908 per governare la pratica dell'hockey su ghiaccio in Australia.
Ha aderito all'International Ice Hockey Federation il 11 febbraio 1938.
Il massimo campionato australiano di hockey su ghiaccio è l'Australian Ice Hockey League